# Viničné Šumice
Viničné Šumice település Csehországban, a Brno-vidéki járásban. Viničné Šumice Rousínov, Velešovice, Kovalovice és Pozořice településekkel határos. Lakosainak száma 1370 fő (2024. január 1.).

## Népesség
A település lakosságának változását az alábbi diagram mutatja:
| Lakosok száma | 772  | 900  | 937  | 1262 | 1107 | 1247 | 1319 | 1351 | 1357 | 1370 |
|               | 1869 | 1900 | 1921 | 1961 | 1980 | 2011 | 2016 | 2019 | 2021 | 2024 |